# Merismopedia
Genre
Synonymes
- Agmenellum Brébisson, 1839[2]

Merismopedia est un genre de cyanobacteries de la famille des Merismopediaceae. 
Après division cellulaire les cellules restent collées, et s'organisent les unes par rapport aux autres mais sans communication entre elles pour former une colonie.

## Liste d'espèces
Selon AlgaeBase (16 août 2017) :
- Merismopedia affixa P.Richter
- Merismopedia africana Komárek & Cronberg
- Merismopedia angularis R.H.Thompson
- Merismopedia arctica (Kosinskaja) Komárek & Anagnostidis
- Merismopedia boreocaspica A.Henckel
- Merismopedia cantonensis Chu
- Merismopedia caspica A.Henckel
- Merismopedia chondroidea Wittrock
- Merismopedia convoluta Brébisson ex Kützing
- Merismopedia danubiana Hortobágyi
- Merismopedia duplex Playfair
- Merismopedia elegans A.Braun ex Kützing
- Merismopedia ferrophila Hindák
- Merismopedia gardneri (Collins) Setchell
- Merismopedia glauca (Ehrenberg) Kützing
- Merismopedia hyalina (Ehrenberg) Kützing
- Merismopedia insignis Skorbatov (Shkorbatov)
- Merismopedia litoralis (Oersted) Rabenhorst
- Merismopedia marssonii Lemmermann
- Merismopedia mediterranea Nägeli
- Merismopedia messikommeri Joosten
- Merismopedia minima G.Beck
- Merismopedia minutissima Joosten
- Merismopedia paludosa A.W.Bennett
- Merismopedia punctata Meyen (espèce type)
- Merismopedia quadruplicata (Meneghini) Trevisan
- Merismopedia regularis J.Komárek & G.Cronberg
- Merismopedia remota Hirose & Chung
- Merismopedia revolutiva Askenasy
- Merismopedia sinica S.-H.Ley
- Merismopedia smithii De Toni
- Merismopedia sparsa Komárek & G.Cronberg
- Merismopedia sphagnicola Joosten
- Merismopedia tenuissima Lemmermann
- Merismopedia tereki A.Henckel
- Merismopedia thermalis Kützing
- Merismopedia tranquilla (Ehrenberg) Trevisan
- Merismopedia trolleri Bachmann
- Merismopedia vangoorii Joosten
- Merismopedia venezuelica J.Schiller
- Merismopedia warmingiana (Lagerheim) Forti

Selon Catalogue of Life (16 août 2017) :
- Merismopedia angularis Thompson
- Merismopedia convoluta
- Merismopedia elegans A. Br. In Kutz, 1849
- Merismopedia glauca (Ehr.) Naegeli
- Merismopedia major (G. Smith) Geitler
- Merismopedia marssonii Lemmermann
- Merismopedia minima Beck Ex Beck & Zahl.
- Merismopedia punctata Meyer In Wiegmann
- Merismopedia tenuissima Lemmermann
- Merismopedia thermalis Kuetzing
- Merismopedia tranquilla (C. G. Ehrenberg) Trevisan
- Merismopedia trolleri Bachmann, 1920

Selon ITIS (16 août 2017) :
- Merismopedia angularis Thompson
- Merismopedia convoluta
- Merismopedia elegans A. Br. In Kutz, 1849
- Merismopedia glauca (Ehr.) Naegeli
- Merismopedia major (G. Smith) Geitler
- Merismopedia marssonii Lemmermann
- Merismopedia minima Beck Ex Beck & Zahl.
- Merismopedia punctata Meyer In Wiegmann
- Merismopedia tenuissima Lemmermann
- Merismopedia thermalis Kuetzing
- Merismopedia tranquilla (C. G. Ehrenberg) Trevisan
- Merismopedia trolleri Bachmann, 1920

Selon World Register of Marine Species (16 août 2017) :
- Merismopedia affixa P.Richter, 1895
- Merismopedia africana Komárek & Cronberg, 2001
- Merismopedia angularis R.H.Thompson, 1939
- Merismopedia arctica (Kosinskaja) Komárek & Anagnostidis, 1995
- Merismopedia cantonensis Chu, 1987
- Merismopedia convoluta Brébisson ex Kützing, 1849
- Merismopedia danubiana Hortobágyi, 1974
- Merismopedia duplex Playfair, 1918
- Merismopedia elegans A.Braun ex Kützing, 1849
- Merismopedia gardneri (Collins) Setchell, 1906
- Merismopedia glauca (Ehrenberg) Kützing, 1845
- Merismopedia hyalina (Ehrenberg) Kützing, 1845
- Merismopedia insignis Skorbatov Shkorbatov, 1923
- Merismopedia litoralis (Oersted) Rabenhorst, 1865
- Merismopedia marssonii Lemmermann, 1900
- Merismopedia mediterranea Nägeli, 1849
- Merismopedia messikommeri Joosten, 2006
- Merismopedia minima G.Beck, 1897
- Merismopedia minutissima Joosten, 2006
- Merismopedia paludosa A.W.Bennett, 1886
- Merismopedia punctata Meyen, 1839
- Merismopedia quadruplicata (Meneghini) Trevisan, 1845
- Merismopedia regularis J.Komárek & G.Cronberg, 2001
- Merismopedia remota Hirose & Chung, 1970
- Merismopedia revoluta Askenasy, 1894
- Merismopedia sinica S.-H.Ley, 1947
- Merismopedia smithii de Toni, 1939
- Merismopedia sparsa Komárek & G.Cronberg, 2001
- Merismopedia sphagnicola Joosten, 2006
- Merismopedia tenuissima Lemmermann, 1898
- Merismopedia thermalis Kützing, 1843
- Merismopedia tranquilla (Ehrenberg) Trevisan, 1845
- Merismopedia trolleri Bachmann, 1920
- Merismopedia vangoorii Joosten, 2006
- Merismopedia venezuelica J.Schiller, 1956
- Merismopedia warmingiana (Lagerheim) Forti, 1907